# Crinia signifera
Espèce
Synonymes
- Camariolius varius Peters, 1863
- Pterophrynus verrucosus Lütken, 1864 "1863"
- Crinia georgiana var. laevipes Keferstein, 1867
- Crinia georgiana var. varia Keferstein, 1867
- Cystignathus sydneyensis Keferstein, 1867
- Crinia stictiventris Cope, 1867
- Pterophrynus fasciatus Steindachner, 1867
- Crinia signifera englishi Parker, 1940
- Crinia signifera montana Parker, 1940
- Crinia affinis halmaturina Condon, 1941

Statut de conservation UICN

 LC  : Préoccupation mineure
Crinia signifera est une espèce d'amphibiens de la famille des Myobatrachidae.

## Répartition

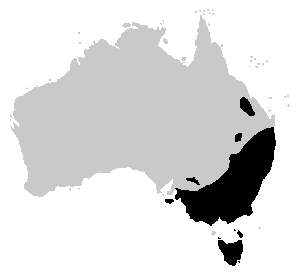
Aire de répartition de l'espèce Crinia signifera.

Cette espèce est endémique d'Australie. Elle se rencontre dans tout le Sud-Est depuis Adélaïde jusqu'à Brisbane et en Tasmanie,. Elle est présente jusqu'à 1 000 m d'altitude. Il s'agit d'une espèce terrestre très abondante.

## Description
Crinia signifera mesure 30 mm. Sa coloration est brune ou grise avec différentes nuances. Les dessins sont très variables d'une grenouille à l'autre même dans un même territoire. La lèvre supérieure porte une marque triangulaire noire et elle a des bandes sombres sur les pattes postérieures. On trouve une petite tache blanche sur la base de chaque patte avant. La surface dorsale peut être lisse, rugueuse ou avoir des plis cutanés longitudinaux. La couleur varie du brun foncé, au fauve, au gris clair et foncé. La surface ventrale à la même couleur que le dos mais est tacheté de blanc.

## Publication originale
- Girard, 1853 : Descriptions of new species of reptiles, collected by the U.S. Exploring Expedition under the command of Capt. Charles Wilkes, U.S.N. Second part — Including the species of Batrachians, exotic to North America. Proceedings of the Academy of Natural Sciences of Philadelphia, vol. 6, p. 420-424 (texte intégral).